# Juan Pedro Yllanes
Juan Pedro Yllanes Suárez (Sevilla, 12 de enero de 1960) es un juez y político español, que fue vicepresidente y consejero de Transición Energética y Sectores Productivos del Gobierno de las Islas Baleares desde 2019 hasta 2023. Fue diputado en las Cortes Generales por Baleares en la XI y XII legislaturas, y en el Parlamento de las Islas Baleares en la X legislatura autonómica.

## Biografía
En 1982 se licenció en Derecho por la Universidad de Sevilla y en 1989 aprobó las oposiciones a juez. 

### Carrera judicial
En 1991 entró en la Magistratura. Inicialmente fue destinado en Sevilla y en 1998 fue destinado a la Sección Primera de la Audiencia de Palma. Después fue destinado un tiempo en el Juzgado número 3 de la Audiencia Provincial de Barcelona, donde en 2004, condenó a quince meses de prisión al imán de la mezquita de Fuengirola, Mohamed Kamal Mustafá, por un delito de provocación a la violencia de género por el libro La mujer en el islam, en el que aconsejaba cómo pegar a la mujer sin dejar huellas.
Entre los años 1999 y 2003, fue profesor de la Escuela Judicial.
Perteneció durante más de veinte años a la asociación judicial, Francisco de Vitoria.
Entre 2005 y 2011 formó parte de la Sección Segunda de la Audiencia de Palma de Mallorca, donde se hizo famoso por la lucha contra la corrupción junto a los jueces Diego Gómez-Reino y Joan Catany. En 2008 dictó la primera sentencia en una de las piezas del caso Andrach, el primer gran caso de corrupción urbanística de la isla y que impactó de lleno en la vida política de las Baleares, y en 2009 condenó el exconcejal de Urbanismo de Palma, Javier Rodrigo de Santos, por abusos sexuales a menores.
En marzo de 2015, Yllanes se presentó a la presidencia de la Audiencia de Palma, puesto que es designado por el Consejo General del Poder Judicial que dirige de forma piramidal su presidente, Carlos Lesmes. No obstante, los vocales de este órgano, elegidos directamente por el Parlamento, optaron por su compañero Diego Gómez-Reino.
En junio de 2015 fue nombrado para sustituir al juez José Castro, que debía juzgar a la infanta Cristina de Borbón, Iñaki Urdangarin y los otros 17 acusados del caso Nóos.
En noviembre de 2015 renunció a presidir el Tribunal que juzgaría a la infanta Cristina y a Iñaki Urdangarin por el caso Nóos para encabezar la lista de Podemos por Baleares al Congreso de los Diputados de cara a las elecciones generales de diciembre de 2015.

### Carrera política
En noviembre de 2015 pidió la excedencia al Consejo General del Poder Judicial y encabezó la lista de Podemos Illes Balears de cara a las elecciones generales de 2015. Fue reelegido en las elecciones generales de 2016, siendo diputado en el Congreso hasta la disolución de las Cortes y el comienzo de la XIII legislatura.
El 20 de junio de 2019 fue elegido como diputado de Unidas Podemos en el Parlamento de las Islas Baleares, cargo que desempeñó escasamente dos semanas, tras abandonarlo el 4 de julio de ese mismo año, un día después de ser elegido vicepresidente de las Islas Baleares y consejero de Transición Ecológica y Sectores Productivos, gracias al pacto de gobierno con el PSOE para hacer presidenta a la socialista Francina Armengol.
Se ha manifestado a favor de defender el medio ambiente, habla catalán y tiene pareja mallorquina.